# Lequepalca
Lequepalca is een plaats in het departement Oruro, Bolivia. Het is naar aantal inwoners de kleinste plaats van de gemeente Soracachi, gelegen in de Cercado provincie.

## Bevolking
| Jaar | Populatie |
| ---- | --------- |
| 1992 | 158       |
| 2001 | 97        |
| 2012 | 105       |